# Colegio San Antonio de Padua (Lima)
El Colegio San Antonio de Padua, es un centro educativo del distrito de Jesús María, en Lima, Perú. Fue fundado el 12 de diciembre de 1957 como parte de la misión evangelizadora de la Orden de los Franciscanos. El fundador y primer director del centro educativo fue monseñor Rodolfo Guibord, sacerdote de la Orden Franciscana de la provincia de Quebec, Canadá.

## Historia

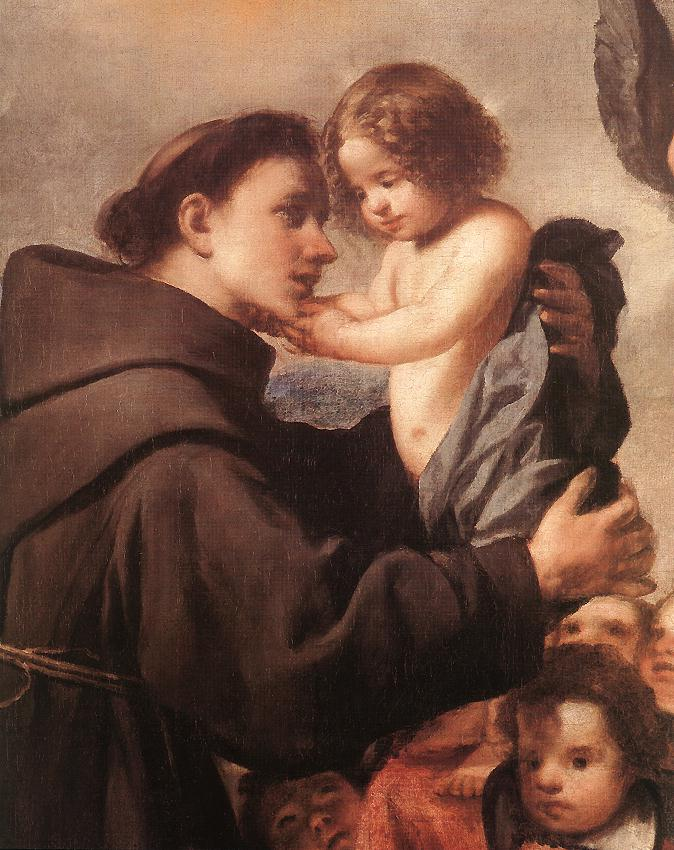
San Antonio de Padua con el Niño Jesús, por Antonio de Pereda.

La Institución Educativa San Antonio de Padua se fundó el 12 de diciembre de 1957 bajo la denominación de centro educativo parroquial "San Antonio de Padua", en honor al santo franciscano fallecido en Padua, Italia. Su fundador fue monseñor Rodolfo Lorenzo Guibord, sacerdote de la Orden Franciscana de la provincia de Quebec, Canadá. Monseñor Guibord nació en Ottawa, Canadá, el 11 de diciembre de 1923, y fue ordenado sacerdote en 1950. Posterior a ello fue enviado a Lima, Perú, a hacerse cargo del desarrollo de la parroquia San Antonio de Padua del distrito de Jesús María, contexto en el cual llega a fundar el colegio.
El 12 de diciembre de 1957, mediante resolución ministerial, el colegio empezó a funcionar con 38 alumnos. En 1958 ya con un local propio, dio inicio a sus niveles de kindergarten y de primer grado. En 1960, a solicitud de monseñor Guibord, llegaron las hermanas del Sagrado Corazón procedentes de Canadá para hacerse cargo de la enseñanza del idioma inglés, la formación espiritual, y para asumir determinados cargos directivos. Dos años después, en 1962, se dio inicio al nivel de secundaria para varones. El padre Guibord se alejó del colegio en 1968 al ser nombrado obispo del vicariato apostólico San José del Amazonas. Posteriormente sería sucedido en su cargo de promotor por los frailes franciscanos Cayetano Lavoie, Santiago Ives, Buenaventura Dureau e Isaías Aguilar.
En 1972 la institución se convirtió en un colegio mixto. El nivel inicial comenzó a funcionar como nivel independiente de primaria en el año de 1990, con las entonces secciones para niños de 4 y 5 años—en la actualidad existe también la sección de 3 años—bajo la dirección de la hermana Rolande Ritche. En el año 2011, el colegio se acogió a una renovada gestión pastoral y hoy es liderado por el padre provincial Mauro Vallejo Lagos, y el padre David Tello Labajos, como promotor del colegio. En la actualidad, el colegio acoge a más de 1,200 alumnos distribuidos en tres niveles de educación: inicial, primaria y secundaria.

## Organización

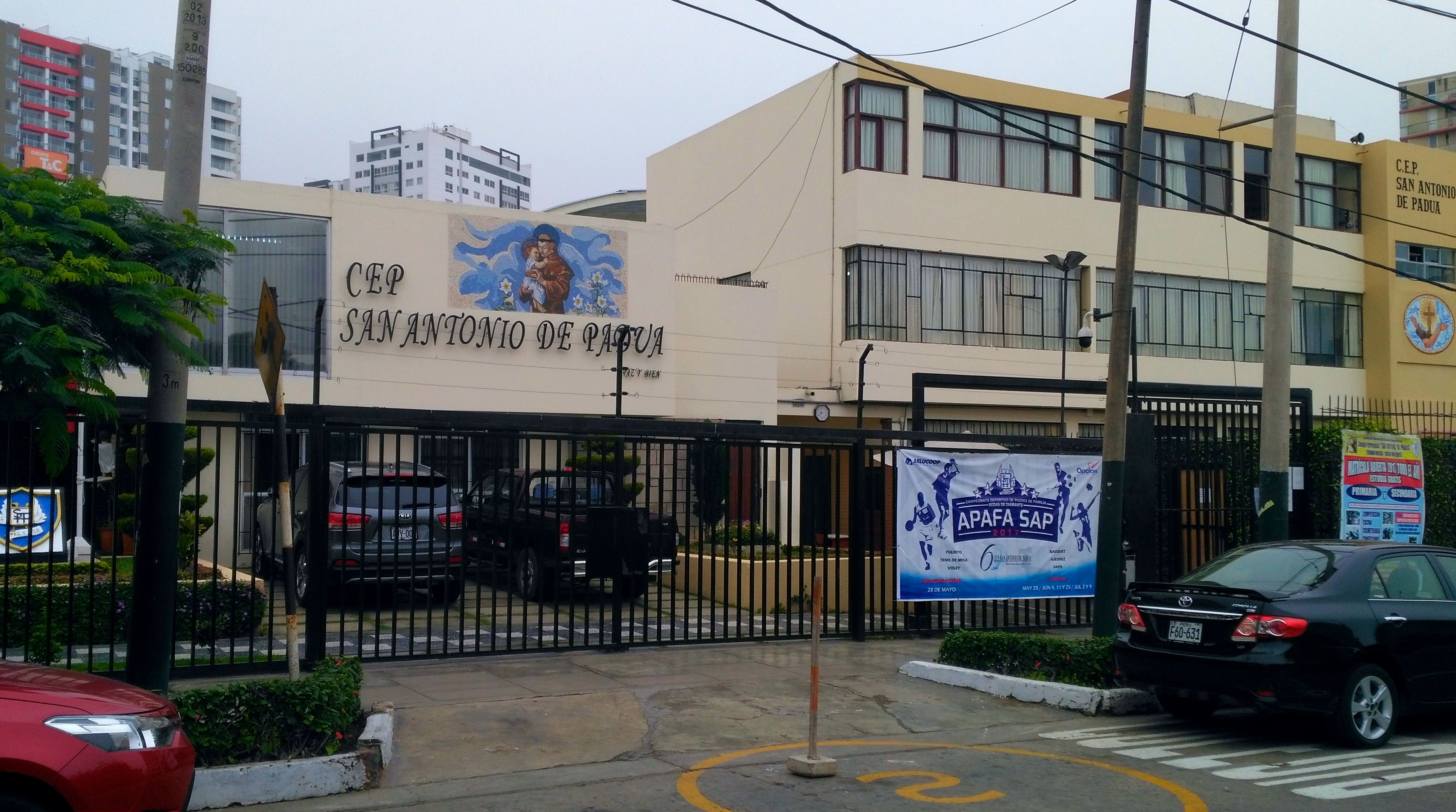
Sección del frontis del Colegio San Antonio de Padua.

El colegio cuenta actualmente con cinco secreatarías, la secretaría de dirección y la general, además de las tres correspondientes a los niveles inicial, primaria y secundaria. La actual dirección del colegio está a cargo del Sr. Carlos Chang Lam, el cual es el representante legal ante la sociedad y depende orgánicamente del promotor.
Adicional a ello, existen tres sub-direcciones correspondientes a cada nivel educativo, las cuales son responsables de la planificación, ejecución, supervisión y coordinación de la labor pedagógica a favor de los estudiantes, brindando información especial a los padres de familia. Existen además seis coordinaciones encargadas de la supervisión y apoyo pedagógica en las áreas de pastoral, inglés, disciplina, entre otros. Finalmente, existe el área de orientación psicológica y consejería, con responsables en cada nivel escolar.

## Exalumnos destacados
- Marco Carrasco, economista peruano.
- Benjamín Cieza Hurtado, artista peruano.
- Miguel Ángel Polick, artista peruano.
- Diego Chavarri, exfutbolista peruano, actual participante de reality show.
- Salvador Heresi, abogado peruano, exalcalde del distrito de San Miguel, actual congresista y ministro de Justicia del Perú.
- Sergio Cavero, compositor peruano.
- Gino Maruy, beisbolista profesional en Japón. Actualmente parte de la FPB.
- Mariella Patriau, periodista y presentadora de televisión peruana.
- Naysha Vidalón, presentadora de televisión peruana.